# 세고드냐 (텔레비전 프로그램)
세고드냐(러시아어: Сего́дня)는 러시아의 방송국 NTV에서 방송되는 뉴스 프로그램이다.
처음 방송을 시작한 시기는 NTV가 개국한 1993년 10월 10일부터 시작하였으며, 현재까지 방송되고 있다.
2000년~2001년 사이에는 TNT에도 방송된 적이 있었으며(Сегодня на ТНТ), 2001년에는 TV6에도 방송한 적이 있었다. (Сегодня на ТВ-6)

## 방송 시간
- 6:00,7:00,8:00, 월~금, 5분 («НТВ утром», 아침 뉴스)

진행 앵커 (1): 올가 보로드네바(ru:Ольга Бороднева)
진행 앵커 (2): 바실리 막시멘코(ru:Василий Максименко), 드미트리 자보이스티(ru:Дмитрий Завойстый) (매주 교대)
- 10:00, 매일, 15분 (오전 뉴스)

진행 앵커 (1): 올가 보로드네바(ru:Ольга Бороднева)
진행 앵커 (2): 바실리 막시멘코(ru:Василий Максименко), 드미트리 자보이스티(ru:Дмитрий Завойстый) (매주 교대)
- 13:00,16:00, 매일, 20분 (오후 뉴스)

진행 앵커: 아이나 니콜라예바(ru:Айна Николаева), 드미트리 자보이스티(ru:Дмитрий Завойстый) 등 (비정기적 교대)
- 19:00, 월~금, 45분 (메인 뉴스)

진행 앵커 (1): 릴리야 길데예바(ru:Лилия Гильдеева), 미하일 체보넨코(ru:Михаил Чебоненко)
진행 앵커 (2): 올가 벨로바ru:(Ольга Белова), 이고르 폴레타예프(ru:Игорь Полетаев) (격주 교대)
- 19:00, 일요일, 70~90분 («Сегодня.Итоговая программа», 주간 뉴스)

진행 앵커: 키릴 포즈드냐코프(ru:Кирилл Поздняков)

## 같이 보기
- NTV (러시아)